# Jimmy Uso
Jonathan Solofa Fatu Jr. (San Francisco, California, 22 de agosto de 1985) es un luchador profesional estadounidense. Actualmente trabaja para la empresa WWE, donde se presenta en la marca SmackDown bajo el nombre de Jimmy Uso. Pasó la mayor parte de su carrera con su hermano gemelo Jey Uso como parte de The Usos. Es miembro de la renombrada familia de luchadores Anoa'i. Su linaje incluye a su padre Rikishi y sus tíos abuelos The Wild Samoans.
Jimmy es ocho veces campeón en parejas de la WWE, al ser Campeón en Parejas de Raw en tres ocasiones y Campeón en Parejas de SmackDown en cinco ocasiones, todas como miembro de The Usos. Su quinto y último reinado como campeón en parejas de SmackDown es el más largo en la historia de la WWE, con un total de 622 días. Él y Jey son el primer equipo en ganar los títulos de ambas marcas y en ser campeones simultáneamente. El dúo ganó el Slammy Award al Equipo de Parejas del Año tanto en 2014 como en 2015.

## Primeros años
Jonathan Fatu nació el 22 de agosto de 1985, nueve minutos antes que Jimmy, hijos de Talisua Fuavai y el luchador profesional Solofa Fatu Jr., conocido como Rikishi. Al igual que la mayor parte de su familia, es de ascendencia samoana.

## Carrera

### Circuito independiente (2008-2009)
Jonathan hizo su debut en la lucha libre profesional como un equipo llamado The Samoan Soldiers con su hermano Joshua el 12 de diciembre de 2008 en NWA Prime Time en Columbus, Georgia. Luchó bajo el nombre de John Fatu. En 2009, él y su hermano lucharon dos veces como equipo de etiqueta para Xtreme Championship Wrestling (XCW).

### World Wrestling Entertainment/WWE

#### Florida Championship Wrestling (2009–2010)
Jonathan, bajo el nombre de Jimmy Uso, apareció en las grabaciones de televisión de Florida Championship Wrestling (FCW) el 5 de noviembre de 2009, acompañando a Donny Marlow al ring. También apareció en un dark match antes de las grabaciones televisivas de FCW el 19 de noviembre, derrotando a Titus O'Neil. 
En 2010, formó The Uso Brothers con su hermano Joshua (Jules Uso), derrotando a los también hermanos The Rotundo Brothers (Duke & Bo) el 14 de enero. En un choque de luchadores generacionales el 18 de febrero, The Rotundo Brothers se asoció con Wes Brisco para derrotar a los Fatu y Donny Marlow. Continuaron su asociación con Marlow en las grabaciones de televisión el 25 de febrero, cuando él los acompañó al ringside para una victoria contra Titus O'Neil & Big E Langston. En marzo, se les unió Sarona Snuka, quien comenzó a actuar como su mánager y el 13 de marzo, The Usos derrotaron a The Fortunate Sons (Joe Hennig & Brett DiBiase) para ganar el Campeonato en Parejas de FCW.  Hicieron su primera defensa del título en las grabaciones de televisión del 18 de marzo al derrotar a The Dudebusters (Trent Baretta y Caylen Croft) para retener. Luego defendieron con éxito el campeonato contra distintos equipos de FCW hasta el 3 de junio, cuando The Usos perdieron los títulos ante Los Aviadores (Hunico y Dos Equis), concluyendo su reinado de 82 días.

#### Primeros años en el roster principal (2010–2013)
En el episodio del 24 de mayo de 2010 de Raw, The Usos (con Jonathan ahora luchando como Jimmy Uso) y Tamina Snuka hicieron su debut como heels al atacar a los Campeones Unificados en Parejas de la WWE, The Hart Dynasty (Tyson Kidd, David Hart Smith & Natalya). La semana siguiente, Bret Hart, quien fungía como gerente general de la marca roja, declaró que los tres habían firmado contratos con la WWE. Esa noche, ellos afirmaron que buscaban respeto para los Anoa'i, sin embargo fueron atacados por The Hart Dynasty, quienes le regresaron el favor tras el ataque sorpresa de la semana anterior. Entonces The Usos intentó atacar a The Hart Dynasty nuevamente en el episodio del 7 de junio de Raw, pero estos contraatacaron. Jimmy y Jey hicieron su debut en el episodio del 17 de junio de Superstars, derrotando a Goldust & Mark Henry. Tres días después, ellos y Tamina hicieron su debut en eventos PPV ante The Hart Dynasty en una lucha por equipos mixtos en Fatal 4-Way, perdiendo el combate. Después, se programó una revancha entre ambos tríos para el episodio del 28 de junio, pero el combate nunca comenzó ya que The Usos atacó a sus rivales cuando estaban entrando al ring. The Usos derrotaron a The Hart Dynasty por primera vez en una lucha por equipos mixtos en el episodio del 12 de julio de Raw. Desafiaron a The Hart Dynasty por el Campeonato Unificado en Parejas en Money in the Bank, pero no tuvieron éxito. Ambos hermanos recibieron otra oportunidad por los títulos en parejas en Night of Champions en un Tag Team Turmoil match, donde eliminaron tanto a The Hart Dynasty como al equipo de Vladimir Kozlov y Santino Marella antes de ser eliminados por Mark Henry y Evan Bourne. En el episodio del 6 de diciembre, The Usos estaban en un Fatal 4-way Tag match y fueron eliminados, pero Tamina se quedó en la esquina de Marella y Kozlov cuando ganaron el Campeonato en Parejas de la WWE; como resultado, ella los dejaría para irse con Marella y Kozlov.
El 26 de abril de 2011, Jimmy fue transferido a la marca SmackDown como parte del Draft Suplementario, acompañándolo Jey. En el episodio del 2 de junio de Superstars, el dúo se enfrentó a The Corre (Justin Gabriel & Heath Slater), combate que perdieron A lo largo de junio de 2011, The Usos continuaron completando victorias con Gabriel y Slater en luchas por equipos, mientras lograban derrotarlos en dos luchas de seis hombres mientras se asociaban una vez con Ezekiel Jackson y otra con Trent Barreta. Luego en ese periodo comenzaron a realizar el Siva Tau (una danza de guerra tradicional de Samoa), como parte de su entrada al ring. En el episodio del 29 de julio de SmackDown, The Usos desafió a David Otunga & Michael McGillicutty por los títulos de parejas, pero fueron derrotados.
Jimmy, al igual que su hermano Jey, comenzó a aparecer en la quinta temporada de NXT en septiembre de 2011, lanzando ataques posteriores contra el equipo de Darren Young y JTG. Ambos derrotaron a Young y JTG en el episodio del 27 de septiembre de NXT. Sin embargo, al igual que The Usos debutaron en NXT, fueron atacados después de su victoria por otro equipo debutante, Curt Hawkins & Tyler Reks, y fueron derrotados por ellos la semana siguiente. En los meses siguientes y hasta 2012, The Usos intercambiaron victorias con Hawkins y Reks en NXT, mientras perdían continuamente ante Primo y Epico en episodios de SmackDown. En marzo de 2012, The Usos comenzaron una rivalidad con Young y Titus O'Neil, después de que estos se mofaran de su característico baile. Aunque The Usos vencieron en luchas por equipos, Jimmy y su hermano fueron derrotados continuamente en luchas individuales. En el episodio final de temporada de NXT el 13 de junio, The Usos derrotó a Johnny Curtis & Michael McGillicutty.
Más adelante, el dúo entró en un feudo con The Ascension (Conor O'Brian & Kenneth Cameron) en el episodio del 15 de agosto de NXT, con una lucha entre los dos equipos que terminó con victoria de The Usos por descalificación; The Ascension luego realizó un ataque posterior contra The Usos. En el episodio del 29 de agosto, desafiaron a The Ascension, pero ellos nuevamente les propinaron una paliza. En el episodio del 5 de septiembre, fueron derrotados por The Ascension, y después se asociaron con Richie Steamboat para caer ante The Ascension y Kassius Ohno en el episodio del 17 de octubre. La enemistad de The Usos con The Ascension se interrumpió cuando Cameron fue liberado de la WWE.
En WrestleMania XXVIII el 1 de abril de 2012, The Usos desafiaron sin éxito por el Campeonato de Parejas de la WWE en un combate de triple amenaza contra Primo & Epico y Tyson Kidd & Justin Gabriel cuando los boricuas retuvieron sus títulos. En el evento No Way Out, The Usos compitieron contra los equipos de Primo & Epico, Gabriel & Kidd, y The Prime Time Players (Young & O'Neil) en un Fatal-4-Way Tag Team match para determinar los contendientes #1 para el título de parejas de la WWE, fracasando en el intento. Después en el Raw 1000, The Usos hizo una aparición bailando con su padre, Rikishi, después de que él hizo un regreso al derrotar a Heath Slater. En el episodio del 7 de septiembre de SmackDown, The Usos no lograron ganar un combate de Triple Threat Tag Team por el contendiente #1 a los títulos contra los Colon y The Prime Time Players.

#### Campeón en Parejas de WWE/Raw (2013–2016)

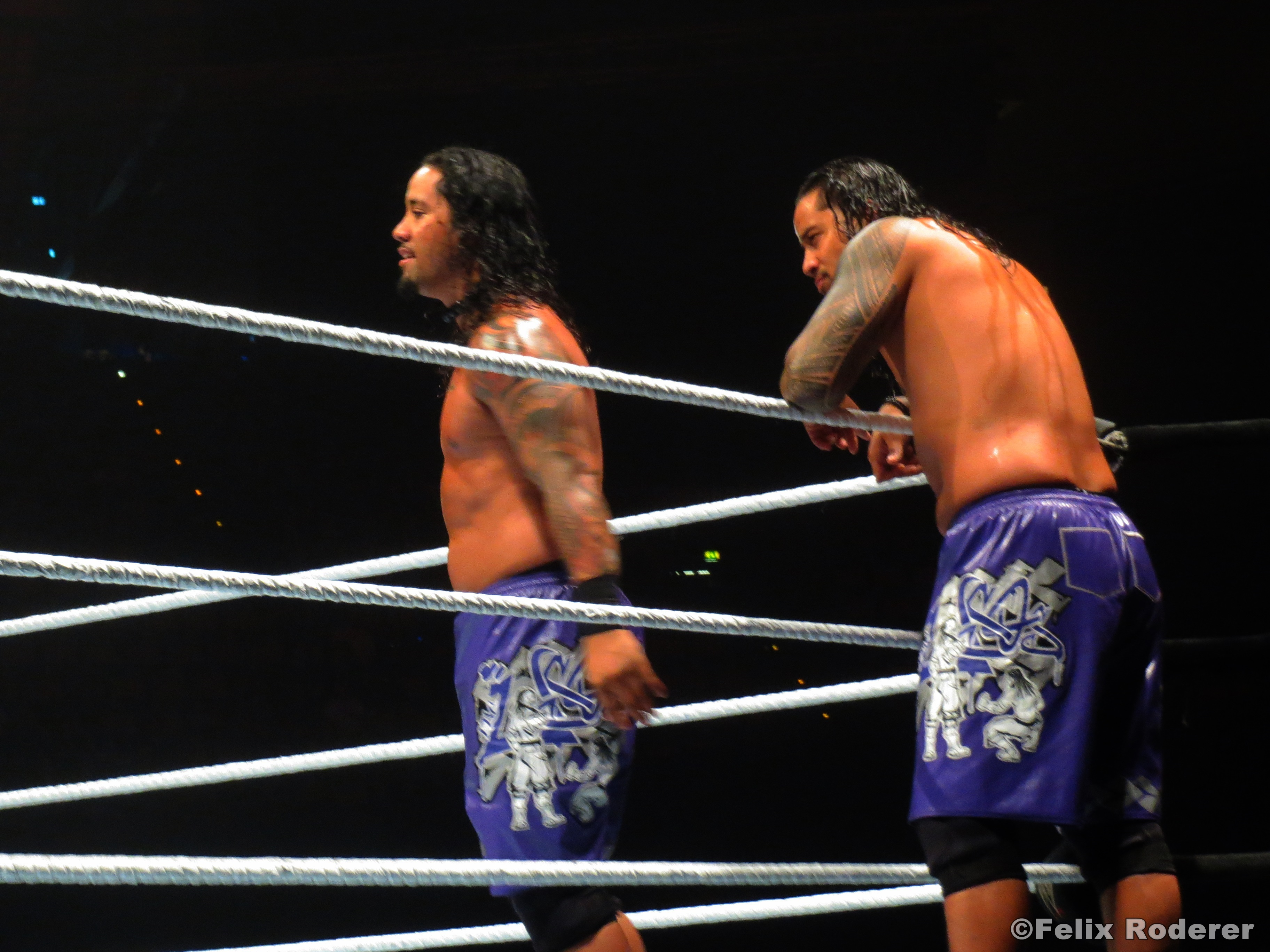
Jimmy y su hermano Jey en noviembre de 2013.

En el episodio del 3 de junio de 2013 Raw, Jimmy y su hermano comenzaron a usar pintura facial similar a la de su difunto tío Eddie Fatu (Umaga) como un medio para resaltar aún más su cultura samoana. Durante los meses siguientes, compitieron por el Campeonato en Parejas de la WWE de The Shield. En Money in the Bank de julio, desafiaron a Seth Rollins y Roman Reigns por los títulos, pero serían derrotados. Después en Hell in a Cell en octubre, participaron en una lucha por equipos de triple amenaza contra The Shield y el equipo de Cody Rhodes & Goldust, que no lograron ganar.
Jimmy y Jey participaron en el TraditionaL Survivor Series match de Survivor Series, haciendo equipo con Rey Mysterio, Cody Rhodes y Goldust enfrentándose a The Real Americans (Jack Swagger & Cesaro) y The Shield (Rollins, Reigns y Dean Ambrose); su equipo perdería el combate y Jimmy había sido eliminado por Reigns. Después de un breve feudo contra The Wyatt Family, a principios de 2014, The Usos entraría en una racha ganadora y comenzaron a exigir un combate titular ante The New Age Outlaws. Recibieron una oportunidad por el título en parejas en Elimination Chamber, pero una vez más fracasaron. Finalmente el 3 de marzo en Raw, ambos hermanos ganaron los títulos por primera vez en el main roster. Luego en el kick-off de WrestleMania XXX defendieron con éxito los títulos contra Ryback & Curtis Axel, The Real Americans y Los Matadores en un Fatal 4-Way Tag Elimination match. Reanudaron una rivalidad con The Wyatt Family, reteniendo exitosamente los títulos contra Luke Harper & Erick Rowan tanto en Money in the Bank como en Battleground en un 2-out-of-3 Falls match, siendo Jimmy decisivo para la victoria en este último combate. Sin embargo, tras 202 días de reinado, el dúo perdió los títulos ante los hermanos Rhodes (Stardust & Goldust) en el evento Night of Champions.
En la edición del 29 de diciembre de 2014 de Raw, Jimmy y Jey recuperaron los títulos tras vencer a The Miz & Damien Mizdow, ya con Naomi (con quien se había casado ese mismo año) como mánager. Sin embargo, en febrero de 2015 perdieron los títulos en Fastlane contra Tyson Kidd & Cesaro. A pesar de obtener una revancha la noche siguiente en Raw, The Usos no pudieron destronar a Kidd y Cesaro, debido a que Natalya interfirió en el combate. En el kick-off de WrestleMania 31, compitieron en una Fatal 4-Way match ante Kidd y Cesaro, The New Day y Los Matadores, que terminaron perdiendo y la lesión en el hombro de su hermano empeoraba más.

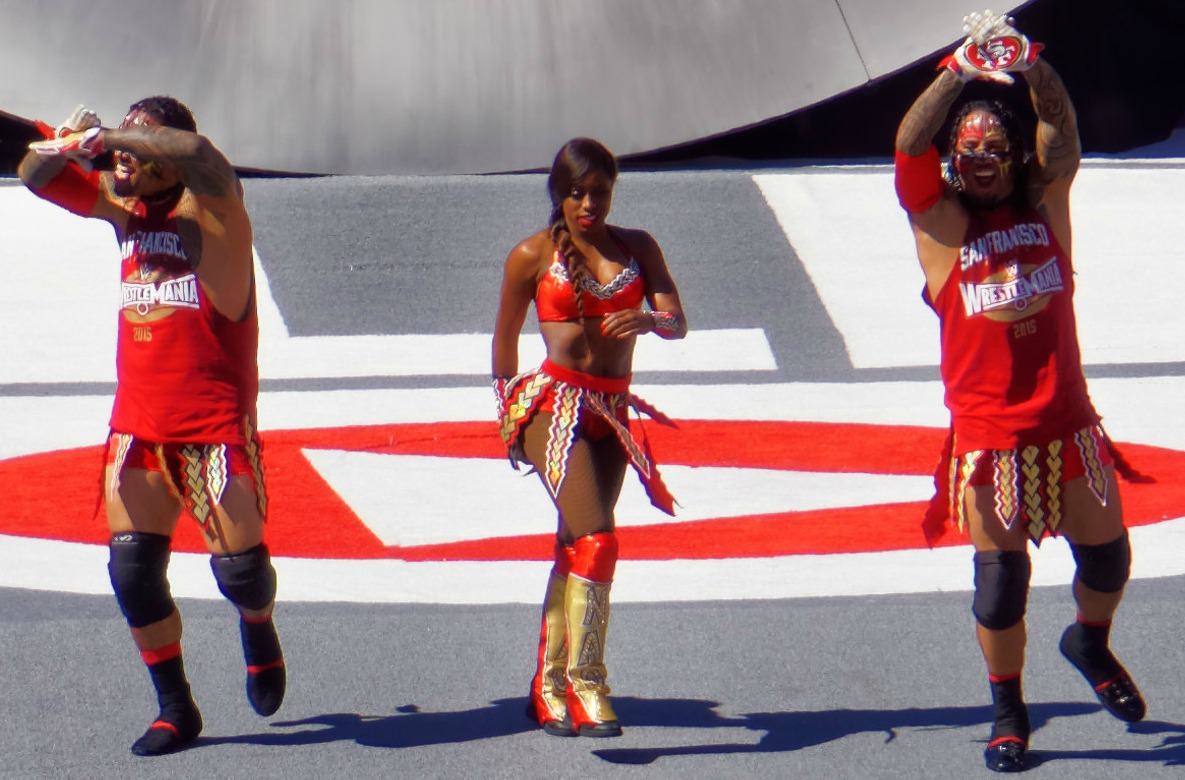
Jimmy haciendo su entrada con Jey y Naomi, su esposa en la vida real, en WrestleMania 31.

Durante el periodo en que Jey estaba lesionado, Jimmy sería sacado de la programación. En el episodio del 2 de noviembre de 2015 en Raw, retornaron para formar equipo con su primo Roman Reigns, además de Dean Ambrose y Ryback enfrentándose al equipo de Seth Rollins, Kevin Owens y The New Day (Big E, Kofi Kingston & Xavier Woods) en una lucha por equipos de eliminación, del cual salieron victoriosos. En el episodio del 30 de noviembre, The Usos compitieron en una lucha para definir a los contendientes #1 a los títulos de The New Day contra The Lucha Dragons (Sin Cara & Kalisto), que terminó en una doble descalificación cuando The New Day atacó a ambos equipos. Más tarde esa noche, Stephanie McMahon le dijo a The Usos que serían insertados en la lucha por el campeonato en parejas en el evento TLC: Tables, Ladders & Chairs si Roman Reigns derrotase a Sheamus, lo cual pasó aunque la lucha terminara por descalificación. En TLC el 13 de diciembre, compitieron ante The New Day y Lucha Dragons en un Ladder match, pero fueron derrotados.
En Royal Rumble el 24 de enero de 2016, The Usos desafiaron a The New Day por el Campeonato de Parejas de la WWE, perdiendo el combate. En febrero, formaron equipo con The Dudley Boyz para lograr una victoria sobre The New Day y Mark Henry en un Tables Tag Team match; sin embargo, después serían atacados por ellos con las mesas, iniciando un feudo entre ambos equipos. En el kick-off de WrestleMania 32, derrotaron a The Dudley Boyz, pero la noche siguiente en Raw, fueron derrotados en un Tables match. En el episodio del 11 de abril, Jimmy y su hermano derrotaron a The Social Outcasts en la primera ronda de un torneo por equipos, aunque inmediatamente fueron atacados por Luke Gallows & Karl Anderson. La siguiente semana en Raw, perdieron ante The Vaudevillains (Simon Gotch & Aiden English) en la ronda de semifinales. En el episodio del 2 de mayo de Raw, The Usos y Roman Reigns fueron derrotados por AJ Styles, Gallows y Anderson en una lucha por equipos de seis hombres. En Extreme Rules, The Usos fueron derrotados por Gallows y Anderson en un Texas Tornado match, aunque más tarde esa noche, ayudaron a Reigns a retener su título frente a Styles en el evento principal.

#### Campeón en Parejas de SmackDown (2016-2019)
El 19 de julio de 2016, en el regreso del Draft, Jimmy fue reclutado junto con Jey para la marca SmackDown Live. Posterior a eso, derrotaron a Breezango (Fandango & Tyler Breeze) en el kick-off de Battleground, y luego en el kick-off de SummerSlam a The Ascension, The Vaudevillains y Breezango formando equipo con American Alpha (Jason Jordan & Chad Gable) y The Hype Bros (Zack Ryder & Mojo Rawley). Los dos hermanos ingresaron a un torneo de ocho equipos para determinar a los primeros Campeones en Parejas de SmackDown, presentado por Shane McMahon y Daniel Bryan. En el episodio del 6 de septiembre, Jimmy (al igual que Jey) cambió a heel por primera vez desde 2011 cuando atacaron a Gable y Jordan tras perder ante ellos en sólo 28 segundos en las semifinales, dejando también atrás el Siva Tau. En el evento Backlash, The Usos derrotaron a The Hype Bros antes de enfrentarse a Heath Slater & Rhyno en la final del torneo, pero fueron derrotados. Se enfrentaron a los nuevos campeones en No Mercy el 9 de octubre, donde nuevamente fueron derrotados. Durante este periodo, modificaron su gimmick al de unos matones callejeros, y posteriormente en Survivor Series participaron en un Traditional Survivor Series Elimination Tag Team match, en el que fueron los últimos eliminados por Cesaro & Sheamus del Team Raw. The Usos reanudarían su enemistad con American Alpha después en Elimation Chamber en un Tag Team Turmoil match, que acabó con victoria del equipo de Gable & Jordan.
En el episodio del 21 de marzo de 2017 de SmackDown, The Usos derrotaron a American Alpha para ganar el Campeonato en Parejas de SmackDown, convirtiéndose en el primer dúo en haber ganado tanto el Campeonato en Parejas de Raw (entonces nombrado como WWE Tag Team Championship) como el Campeonato en Parejas de SmackDown. En el episodio del 11 de abril, tuvieron éxito en su primera defensa al derrotar a Gable & Jordan en una revancha, poniendo fin a su rivalidad. Después tuvieron otra defensa titular en Backlash al imponerse sobre Breezango y en Money in the Bank contra The New Day (Big E & Kofi Kingston), pero los perdieron ante estos últimos en Battleground, sólo que Woods se intercambió con Big E, poniendo fin a su reinado de 124 días. El 20 de agosto en el pre-show de SummerSlam, derrotaron a The New Day para ganar de nuevo los títulos. No obstante, su reinado terminó en el episodio del 12 de septiembre de SmackDown después de perder ante The New Day en Sin City Street Fight, pero recuperándolo en un Hell in a Cell match en el evento homónimo. En el episodio del 10 de octubre, Jey afirmó que tenían respeto por The New Day, convirtiéndose en faces.
Posteriormente en Survivor Series, los hermanos fueron representantes de SmackDown Live y derrotaron a los Campeones de Parejas de Raw Cesaro & Sheamus en un Champion vs. Champion match. Un mes después en Clash of Champions, retuvieron el título en una Fatal 4-Way match ante los equipos de Chad Gable & Shelton Benjamin, Rusev & Aiden English y The New Day (Big E & Kofi Kingston). A inicios de 2018 en Royal Rumble, retuvieron los títulos contra Gable y Benjamin en un 2-out-of-3 Falls match. Tras ello, reanudaron su rivalidad con The New Day, llevándose a cabo una lucha por el título en Fastlane, que terminaría en un no-contest debido a la interferencia de The Bludgeon Brothers. Por ello se pactó un combate entre los tres equipos para WrestleMania 34, donde Jimmy luchó por primera vez en la cartelera principal, aunque con su hermano no pudo retener los títulos al ganar Harper y Rowan, lo que puso fin a su reinado en 182 días. En el primer SmackDown después del magno evento, los hermanos derrotarían a The New Day para ganar una revancha contra Harper y Rowan por los títulos en Greatest Royal Rumble, que se celebraba en Arabia Saudita. En el evento del 27 de abril, fueron derrotados por ellos.
En el episodio del 22 de mayo de 2018 de SmackDown, The Usos intentaron ganar otro combate titular en Money in the Bank, pero fueron derrotados por Luke Gallows & Karl Anderson. Después de la derrota, comenzaron a fallar en la obtención de numerosas oportunidades de título, incluida una lucha por equipos contra Team Hell No (Daniel Bryan & Kane) en el episodio del 3 de julio y perdieron en la primera ronda de un torneo ante The Bar (Cesaro & Sheamus) en el episodio del 31 de julio. Después de meses de estar en el abismo de la división tag team, The Usos comenzó a tomar impulso, capitaneando al Team SmackDown en el evento Survivor Series, siendo precisamente Jimmy quien dio la victoria a la marca sobre el Team Raw, liderados por The Bar. Continuaron su feudo con los europeos en torno al Campeonato de Parejas de SmackDown en un combate de triple amenaza, que también incluía a The New Day en TLC: Tables, Ladders & Chairs, pero no lograron capturar los títulos.
En el episodio del 29 de enero de 2019 de SmackDown, derrotaron a The Bar, The New Day y Heavy Machinery (Otis & Tucker), para obtener una lucha por el Campeonato de Parejas de SmackDown en Elimination Chamber, donde derrotaron a Shane McMahon & The Miz, ganando los títulos por cuarta vez. En el episodio del 26 de marzo, The Usos formaron parte de una lucha por equipos en la que perdieron ante sus antiguos rivales The New Day como muestra de respeto y para ayudar a Kofi Kingston a ganar una lucha por el Campeonato de la WWE en WrestleMania 35. Como castigo en la historia por su hazaña, estaban programados para defender los títulos contra The Bar, Aleister Black & Ricochet y Shinsuke Nakamura & Rusev en un Fatal 4-Way en WrestleMania, donde retendrían los títulos. Dos días después, en el episodio del 9 de abril de SmackDown, perdieron los títulos ante The Hardy Boyz. Como parte del WWE Superstar Shake-up, The Usos fueron reclutados para la marca Raw después de tres años en SmackDown Live. Entraron en un feudo con The Revival (Dash Wilder & Scott Dawson), mientras que también entraron en otra rivalidad con Daniel Bryan & Rowan, gracias a la regla Wild Card de WWE. Luego en Money in the Bank, derrotaron a Bryan y Rowan en una lucha no titular. Continuarían su enemistad con The Revival, donde los dos equipos estarían intercambiando victorias entre sí. En el episodio del 10 de junio de Raw, ambos equipos compitieron en una lucha de triple amenaza por el Campeonato en Parejas de Raw contra los campeones Curt Hawkins & Zack Ryder, que ganarían Dawson y Wilder. En Extreme Rules, Jimmy y su hermano Jey desafiaron a The Revival por los títulos, donde no tuvieron éxito. Durante el resto del año, el dúo quedaba fuera de la programación de la WWE al ser arrestado por DUI.

#### The Bloodline (2020-2023)
En el episodio del 3 de enero de 2020 de SmackDown, Jimmy hizo su regreso tras la polémica por la que fue arrestado, ayudando junto con Jey a Roman Reigns de un ataque de King Corbin & Dolph Ziggler. The Usos luego compitieron por el Campeonato de Parejas de SmackDown en Elimination Chamber y WrestleMania 36, donde fracasaron en ambos eventos. Durante el combate en WrestleMania, sufrió una lesión legítima en la rodilla, lo que lo dejó fuera de acción en el ring indefinidamente. En 2021, Jimmy regresó nuevamente a la WWE en el episodio del 7 de mayo de SmackDown tras recuperarse de su lesión. En ese mismo episodio, tuvo una disputa inicial con Jey y Reigns antes de que se reconciliaran y formaran una facción, con Jimmy cambiando a heel al igual que ellos. Durante el pre-show de Money in the Bank el 18 de julio, The Usos lograron capturar su quinto Campeonato de Parejas de SmackDown tras derrotar a The Mysterio (Rey & Dominik Mysterio), y en SummerSlam consiguen una exitosa defensa frente a los mismos en la revancha.

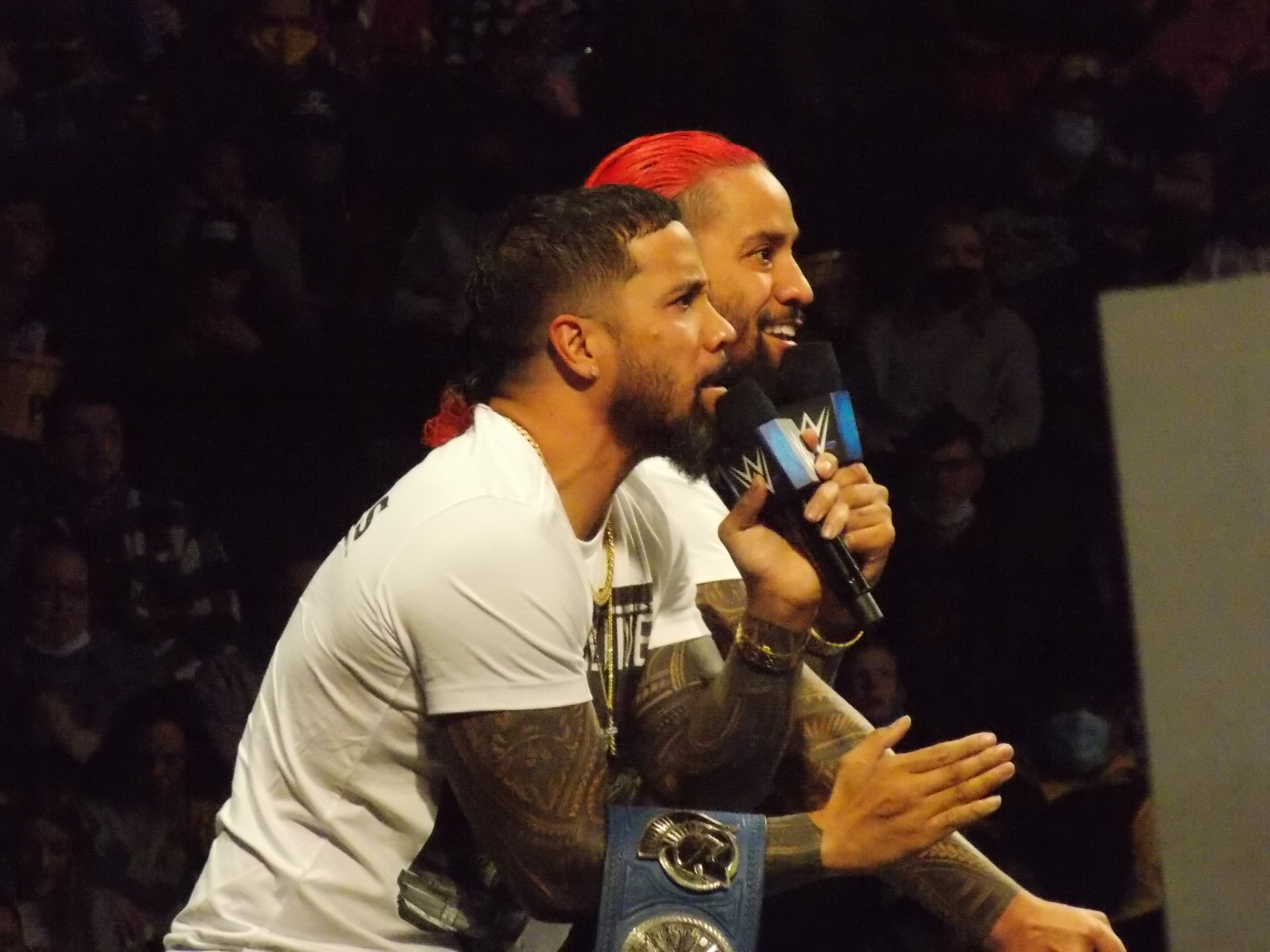
Jimmy y Jey en 2022.

El 16 de enero de 2022, él y su hermano Jey batieron su récord anterior de 182 días como campeones de parejas de SmackDown con el reinado más largo. Después en WrestleMania 38, derrotaron a Shinsuke Nakamura & Rick Boogs para retener el título. El 8 de mayo en WrestleMania Backlash, The Bloodline derrotaron a RK-Bro (Randy Orton & Riddle & Drew McIntyre en una lucha por equipos de seis hombres. En el episodio del 20 de mayo de SmackDown, el dúo, con la interferencia externa de Reigns, derrotaron a RK-Bro para ganar el Campeonato en Parejas de Raw, convirtiéndose en los Campeones Indiscutibles en Parejas de la WWE. Esto le dio a The Usos su tercer reinado como Campeones de Parejas de Raw (y el primer reinado con el título desde 2014) y los convirtió en el primer equipo en tener los títulos de Raw y SmackDown simultáneamente. En Money in the Bank, retuvieron sus títulos indiscutibles contra The Street Profits de manera controvertida, cuando Jimmy cubrió a Montez Ford a pesar de que su hombro estaba fuera de la lona. Por ello es que se programó una revancha para SummerSlam con un árbitro invitado especial, que más tarde se reveló como Jeff Jarrett. El 18 de julio, The Usos superaron la marca de los 365 días como Campeones de Parejas de SmackDown, convirtiéndose en el primer equipo en ostentar los títulos por un reinado continuo de un año completo. El 30 de julio en SummerSlam, retuvieron con éxito contra The Street Profits.
Más adelante en Crown Jewel el 5 de noviembre de 2022, Jimmy y su hermano Jey retuvieron con éxito los títulos contra The Brawling Brutes (Butch y Ridge Holland). En el episodio del 11 de noviembre de SmackDown, nuevamente retuvieron contra The New Day (Kofi Kingston & Xavier Woods), avecinándose un nuevo récord, que es el ser los campeones de parejas masculinos más antiguos en el roster principal de la WWE, previamente establecido por The New Day a los 483 días. El 14 de noviembre, rompieron oficialmente el récord de The New Day para los campeonatos en parejas del roster principal, y luego, el 28 de noviembre, rompieron el récord de Gallus de 497 días con el Campeonato en Parejas de NXT UK para convertirse en los campeones en parejas con el reinado más largo la historia de la WWE. En Survivor Series WarGames el 26 de noviembre, The Bloodline (Jimmy, Jey, Roman Reigns, Solo Sikoa & Sami Zayn) derrotaron a The Brawling Brutes, Drew McIntyre & Kevin Owens en un WarGames match.
Entre finales 2022 e inicios de 2023, las tensiones entre The Bloodline y Zayn resurgieron. Después de que Roman Reigns retuviese el Campeonato Universal Indiscutible de la WWE en Royal Rumble contra Kevin Owens, Jimmy apareció junto con Jey, Zayn y Solo Sikoa para vapulear a Owens, sin embargo después de que Zayn se negara a seguir castigandolo, golpeó a Reigns con una silla de acero. Entonces The Bloodline atacaron a Zayn mientras Jey miraba antes de marcharse del ring. En el episodio del 10 de febrero, The Usos defendieron exitosamente el Campeonato de Parejas de SmackDown contra el equipo de Braun Strowman & Ricochet. Antes de que terminara ese episodio, Reigns, a través de Paul Heyman, les informó que se quedaran en casa para el episodio de SmackDown y Elimination Chamber de la semana siguiente en Canadá. Esto estaba destinado a descartar a The Usos, ya que es posible que no puedan ingresar al país debido al historial de DUI de Jimmy. Sin embargo, Jey lo acompañaría en el evento para ayudar a Reigns a retener los títulos.
En el episodio del 6 de marzo de Raw, Jimmy se enfrentó a Zayn, perdiendo el combate. Después del mismo, Jey, quien estaba entre la multitud, entró al ring para abrazar a Zayn, aunque terminó propinándole un Superkick como muestra de lealtad hacia su sangre. Más adelante, The Usos y Solo Sikoa luego atacaron a Zayn antes de que Cody Rhodes saliera para auxiliar. En el episodio del 20 de marzo, Owens & Zayn reunidos desafiaron a The Usos por el Campeonato Indiscutible en Parejas de la WWE en WrestleMania 39, que estos aceptaron. En la primera noche del evento el 1 de abril, los hermanos participaron en el evento principal de WrestleMania por primera vez en sus carreras, donde perdieron los títulos ante Owens y Zayn, poniendo así fin a su reinado en Raw en 316 días y su reinado récord en SmackDown en 622 días. El combate fue calificado con cinco estrellas por el periodista Dave Meltzer y se convirtió en el octavo combate del roster principal de la WWE en recibir cinco estrellas y el primer combate de Jimmy en recibir tal calificación.
Jimmy se volvió face después de que él y Jey le costaron a Reigns y Sikoa el combate por los Campeonatos Indiscutidos en Parejas de la WWE en Night of Champions con Jimmy pateando a Reigns por maltratarlos. Debido a ello, fue excomulgado oficialmente de The Bloodline por sus acciones en el episodio del 2 de junio de SmackDown durante la celebración de los 1000 días de Campeón Universal de Reigns. La semana siguiente, apareció para salvar a Jey de una paliza de Pretty Deadly luego de su combate ante el campeón de los Estados Unidos Austin Theory. Sin embargo, atacó por error a Jey mientras apuntaba a su otro hermano Sikoa, quien intentó atacar a Jimmy. La semana siguiente, The Usos aplicaron superkicks a Sikoa y Reigns, oficializando su salida del grupo. En Money in the Bank, derrotaron a Reigns y Sikoa en un Bloodline Civil War con Jey cubriendo a Reigns, recibiendo este su primer pinfall en años. En SummerSlam, Jimmy parecía haberse vuelto contra Jey al sacarlo del ring mientras intentaba inmovilizar a Reigns, lo que le permitió a Reigns derrotar a Jey para retener el Campeonato Universal Indiscutible de la WWE. Sin embargo, en el episodio del 11 de agosto de SmackDown, explicó que la razón de sus acciones fue el temor de que si Jey se hubiera convertido en el nuevo jefe tribal, el poder lo habría corrompido. En el episodio del 1 de septiembre de SmackDown, Jimmy confrontaría a John Cena con un nuevo tema de entrada, intentó atacarle pero Cena le aplico un Attitude Adjustment. Más tarde en ese mismo episodio, ayudaría a su hermano menor Sikoa en su combate con AJ Styles, provocando una posible regreso a The Bloodline y consolidó su cambio de heel luego de atacar a Styles con una superkick y un Uso Splash.

## Vida personal
Entre los integrantes de los Anoa'i, están su padre Rikishi, sus hermanos Joshua y Joseph Fatu, sus primos Joe (Roman Reigns), Rodney (Yokozuna) y Matt Anoa'i. Es sobrino de Sam Fatu (The Tonga Kid), el difunto Eddie Fatu (Umaga), Afa Anoa'i y Sika Anoa'i. Está relacionado a través de una hermandad de sangre entre su bisabuelo, el reverendo Amituana'i, Peter Maivia, Jimmy Snuka, James Reiher-Snuka (Deuce), Sarona Snuka (Tamina) y Dwayne Johnson (The Rock).
Jonathan se casó con la también luchadora Trinity McCray, conocida en la WWE como Naomi, el 16 de enero de 2014. Trinity es la madrastra de los dos hijos que tuvo anteriormente con otra mujer, Jayla y Jaidan.

### Problemas legales
Fatu fue arrestado el 29 de septiembre de 2011 en el condado de Hillsborough (Florida) y acusado de DUI. Un oficial de policía observó a Jimmy alrededor de las 3 de la madrugada conduciendo en dirección contraria por una calle de sentido único. El oficial lo detuvo e hizo una prueba de sobriedad en el campo, que el luchador falló. Fatu también recibió un alcoholímetro y sopló un .18, el doble del límite legal en el estado de Florida. Fue declarado culpable y condenado a libertad condicional. El 13 de marzo de 2013, Fatu fue arrestado por violar su libertad condicional al conducir con una licencia suspendida.
El 14 de febrero de 2019, fue arrestado en Detroit (Míchigan) mientras venía manejando con su esposa Trinity y su hermano Joshua, mediante un vehículo alquilado Dodge Journey por la luchadora. Fueron detenidos cuando conducían en dirección contraria en una calle de un solo sentido. La policía afirma que cuando se acercaron al vehículo, podían oler el alcohol desde el interior. Luego, los oficiales le pidieron a Trinity que saliera de la camioneta para poder hablar con ella. Luego, los oficiales afirmaron que Jimmy salió del vehículo mientras los oficiales hablaban con Trinity y se quitó la camisa, luego procedió a caminar hacia los oficiales, lo que provocó que uno de los oficiales sacara su Taser. Sin embargo, la situación se calmó rápidamente y Jimmy fue arrestado y acusado de alteración del orden público y obstrucción de la justicia. En marzo de 2019, se reveló que su abogado llegó a un acuerdo de culpabilidad con los fiscales y, según las condiciones del acuerdo, no refutó la interferencia con un empleado del gobierno y se le ordenó pagar una multa de 450 dólares.
En la madrugada del 25 de julio de 2019, Fatu fue arrestado nuevamente, esta vez cerca de Pensacola, y fue acusado de DUI. Fue detenido y fichado en el centro correccional del condado de Escambia aproximadamente a las 3 de la mañana. Más tarde, fue puesto en libertad con una fianza de $1,000 y debía comparecer ante el tribunal el 15 de agosto. Fue declarado no culpable por un jurado del condado de Escambia por el cargo de DUI después de un juicio que concluyó el 18 de diciembre de 2019.
El 5 de julio de 2021, Fatu fue arrestado luego de ser detenido aproximadamente a las 10:35 de la noche en Pensacola. Los oficiales afirman que se saltó un semáforo en rojo después de que lo cronometraron yendo a 50 en una zona de 35 MPH. Le administraron un alcoholímetro y el BAC de Fatu resultó en .202 y .205, muy por encima del límite legal de Florida. Tras ello fue fichado por un cargo menor de DUI junto con citaciones por exceso de velocidad y pasarse un semáforo en rojo. La fianza se fijó en $500.
Como resultado de los cargos, a él y a su hermano generalmente se les ha prohibido ingresar a Canadá; se les otorgó un permiso especial para ingresar al país en febrero de 2023 para el evento Elimination Chamber, que se llevaba a cabo en Montreal.

## Campeonatos y logros
- ESPN
  - Best storyline of the Year (2022) - como parte de The Bloodline
  - Tag team of the Year (2022) - junto a Jey Uso

- Florida Championship Wrestling
  - FCW Florida Tag Team Championship (1 vez) - con Jey Uso

- World Wrestling Entertainment/WWE
  - WWE/Raw Tag Team Championship (3 veces) - con Jey Uso
  - SmackDown Tag Team Championship (5 veces) - con Jey Uso
  - Slammy Award (2 veces)
    - Tag Team of the Year (2014 y 2015)[12][13]

- Pro Wrestling Illustrated
  - Situado en el Nº296 en los PWI 500 de 2010[14]
  - Situado en el Nº189 en los PWI 500 de 2011[15]
  - Situado en el Nº92 en los PWI 500 de 2012[16]
  - Situado en el Nº107 en los PWI 500 de 2013[17]
  - Situado en el Nº25 en los PWI 500 de 2014[18]
  - Situado en el Nº49 en los PWI 500 de 2015[19]
  - Situado en el Nº99 en los PWI 500 de 2016[20]
  - Situado en el Nº86 en los PWI 500 de 2017[21]
  - Situado en el Nº60 en los PWI 500 de 2018[22]
  - Situado en el N°63 en los PWI 500 de 2019[23]
  - Situado en el N°184 en los PWI 500 de 2020[24]
  - Situado en el N°147 en los PWI 500 de 2022[25]

- Wrestling Observer Newsletter
  - Lucha 5 estrellas (2023) junto con Jey Uso vs. Kevin Owens & Sami Zayn en WrestleMania 39 el 1 de abril